# Neferkasokar
Neferkasokar var en farao under Egyptens andra dynasti som möjligen regerade omkring 2744–2736 f. Kr. Det finns inga arkeologiska fynd från hans tid som regent, han är bara omnämnd i källor från Nya riket och regerade troligen endast i Nedre Egypten.

## Titulatur
1. ↑  från Vindobonensis papyrusen.
2. ↑  med determinativ för en kung
3. ↑  Från ett sigillavtryck
4. ↑  Alan H. Gardiner: The royal canon of Turin. Bild II.
5. ↑  Regerande enligt Africanus i 48 år.